# Саудовско-сенегальские отношения
Саудовско-сенегальские отношения — двусторонние дипломатические отношения между Королевством Саудовская Аравия и Республикой Сенегал. Саудовская Аравия имеет посольство в Дакаре, а Сенегал имеет посольство в Эр-Рияде и консульство в Джидде.
Из-за преобладания суннитского ислама в обеих странах, у Саудовской Аравии и Сенегала сложились прочные отношения. Две страны в последнее время поддерживают друг друга в дипломатических вопросах.

## Отношения между странами

### Гражданская война В Йемене
С начала Гражданской войны в Йемене Сенегал участвовал в составе возглавляемой Саудовской Аравией коалиции против хуситов, шиитской повстанческой группировки, родом из Йемена. Сенегал развернул более 2100 военнослужащих в Саудовской Аравии и обе страны сотрудничали вместе против повстанцев-хуситов на юге Саудовской Аравии.

### Иран
Хотя Сенегал поддерживает тесные связи с Ираном, он с осторожностью относится к влиянию Ирана в регионе. В какой-то момент, Саудовская Аравия попыталась снизить иранское влияние на страны Африки.

### Дипломатический кризис в Катаре
Не прекращая связей с Катаром, Сенегал поддерживал Саудовскую Аравию, уменьшая её отношения с Катаром с тех пор, пока не начался дипломатический конфликт между Катаром и Саудовской Аравией. Тем не менее Сенегал вновь назначил своего посла в Катаре, надеясь снизить напряжённость между двумя арабскими странами Персидского залива.